# سگ گوش‌بلند
سگ گوش‌بلند (نام علمی: Otarocyon) نام یک سرده از تیره سگ‌سانان است.